# فرودگاه پمبروک
فرودگاه پمبروک (به انگلیسی: Pembroke Airport) یک فرودگاه همگانی با کد یاتا YTA است که یک باند فرود آسفالت دارد و طول باند آن ۱۵۲۴ متر است. این فرودگاه در کشور کانادا قرار دارد و در ارتفاع ۱۶۱ متری از سطح دریا واقع شده است.